# Pachydema obscurella
Pachydema obscurella är en skalbaggsart som beskrevs av Thomas Vernon Wollaston 1864. Pachydema obscurella ingår i släktet Pachydema och familjen Melolonthidae. Inga underarter finns listade i Catalogue of Life.